# Supernaut
"Supernaut" es la quinta canción del álbum Vol. 4 de la banda británica de heavy metal Black Sabbath.
En una entrevista con Q magazine, Beck Hansen mencionó el riff de "Supernaut" como su favorito, al igual que "Cinnamon Girl" de Neil Young. Frank Zappa también mencionó a Supernaut como una de sus canciones preferidas. John Bonham, fallecido baterista de Led Zeppelin, indicó que Supernaut era su canción favorita de Black Sabbath.

## Personal
- Ozzy Osbourne – voz
- Tony Iommi – guitarra
- Geezer Butler – bajo
- Bill Ward – batería

## Versiones
- Al Jourgensen con 1000 Homo DJs para el álbum Nativity in Black.
- Ministry para el álbum Psalm 69: The Way to Succeed and the Way to Suck Eggs.
- O'Connor para el álbum Hay un Lugar (1999).
- Turisas para un álbum de covers de la revista Metal Hammer.